# Fageiella
Fageiella is een geslacht van spinnen uit de familie hangmatspinnen (Linyphiidae).

## Soorten
De volgende soorten zijn bij het geslacht ingedeeld:
- Fageiella ensigera Deeleman-Reinhold, 1974
- Fageiella patellata (Kulczyński, 1913)